# 木村時夫
木村時夫（きむら ときお、1920年9月30日- 2009年2月17日）は、日本の政治史学者。
埼玉県春日部市生まれ。1944年早稲田大学文学部史学科卒業。学徒出陣で入隊、復員後は早稲田大学高等学院教諭をへて、68年早稲田大学社会科学部教授。75-83年社会科学研究所長。91年定年退任、名誉教授。

## 著書

### 単著
- 『日本の史潮』早稲田大学出版部、1961年6月。
- 『日本ナショナリズムの研究』前野書店、1966年6月。
- 『日本ナショナリズム史論』早稲田大学出版部、1973年7月。
- 『史伝史話 近代日本の明暗』前野書店、1978年1月。
- 『実例リポート・論文の書き方』南雲堂、1979年1月。
- 『実例小論文の書き方』南雲堂、1979年12月。
- 『酔眼炯々』早稲田大学出版部、1980年10月。
- 『黒船の衝撃 明治維新の源流』早稲田大学出版部〈リカレントブックス 1〉、1981年7月。
- 『維新をめぐる人々 明治維新の源流2』早稲田大学出版部〈リカレントブックス 2〉、1981年10月。
- 『昭和史を語る』 Ⅰ、早稲田大学出版部〈早稲田選書 5〉、1985年12月。ISBN 978-4657850287。
- 『昭和史を語る』 Ⅱ、早稲田大学出版部〈早稲田選書 5〉、1987年5月。ISBN 978-4657873064。
- 『昭和史を語る』 Ⅲ、早稲田大学出版部〈早稲田選書 5〉、1988年12月。ISBN 978-4657880383。
- 『人を育てる先生、ダメにする先生 教師と学生のあり方を問う』南雲堂、1990年4月。ISBN 978-4523261971。
- 『日本文化の伝統と変容』成文堂〈学際レクチャーシリーズ 5〉、1990年5月。ISBN 978-4792370404。
- 『日本史なるほど読本』廣済堂出版〈廣済堂文庫〉、1990年6月。ISBN 978-4331650677。
- 『佐渡が生んだ北一輝』早稲田大学〈早稲田講義録〉、1994年12月。
- 『北一輝と二・二六事件の陰謀』恒文社、1996年2月。ISBN 978-4770408679。
  - 『北一輝と二・二六事件の陰謀』（新装版）恒文社、2007年2月。ISBN 978-4770411242。
- 『わが早稲田 大隈重信とその建学精神』恒文社、1997年12月。ISBN 978-4770409591。
- 『知られざる大隈重信』集英社〈集英社新書 0069D〉、2000年12月。ISBN 978-4087200690。

### 編著
- 木村時夫 編『ユダヤ世界と非ユダヤ世界 挑戦と対応』早稲田大学社会科学研究所〈研究シリーズ 13〉、1981年5月。
- 木村時夫 編『早稲田大学社会科学部小史 創設二五周年記念』早稲田大学社会科学部、1992年3月。
- 木村時夫 編『松村謙三 伝記編』 上・下巻、櫻田會、1999年7月。
- 木村時夫、島善高、高橋勇市 編『松村謙三 資料編』櫻田會、1999年7月。

### 監修
- エピソード早稲田大学編集委員会 編『エピソード早稲田大学125話』奥島孝康・木村時夫監修、早稲田大学出版部、1990年5月。ISBN 978-4657903211。

### 翻訳
- ディーン・アチソン 著、木村時夫 訳『力と外交』自由アジア社、1960年3月。